# Titularbistum Palaeopolis in Pamphylia
Palaeopolis in Pamphylia (ital.: Paleopoli di Pamfilia) ist ein Titularbistum der römisch-katholischen Kirche.
Es geht zurück auf einen untergegangenen Bischofssitz in der gleichnamigen antiken Stadt, die in der römischen Provinz Pamphylia Secunda im Süden Kleinasiens lag. Der Bischofssitz war der Kirchenprovinz Perge zugeordnet. 
| Titularbischöfe von Palaeopolis in Pamphylia |                             |                                                                                         |                   |                  |
| Nr.                                          | Name                        | Amt                                                                                     | von               | bis              |
| 1                                            | Patrick Raymond Griffith OP | Apostolischer Vikar am Kap der Guten Hoffnung und angrenzenden Gebiete (Südafrika)      | 30. Juli 1847     | 18. Juni 1862    |
| 2                                            | Guglielmo Piani SDB         | Weihbischof in Puebla de los Ángeles (Mexiko)                                           | 16. Dezember 1921 | 17. Februar 1922 |
| 3                                            | Ioan Dragomir               | Weihbischof in Maramureș / Apostolischer Administrator des Bistums Maramureș (Rumänien) | 1949              | 25. April 1985   |